# Episodi di Drop Dead Diva (prima stagione)
La prima stagione della serie televisiva Drop Dead Diva è stata trasmessa in prima visione negli Stati Uniti d'America da Lifetime dal 12 luglio all'11 ottobre 2009.
In Italia è stata trasmessa in prima visione sul digitale terrestre da Cielo dall'11 gennaio al 1º marzo 2011.
| nº | Titolo originale   | Titolo italiano        | Prima TV USA      | Prima TV Italia  |
| -- | ------------------ | ---------------------- | ----------------- | ---------------- |
| 1  | Pilot              | Una seconda vita       | 12 luglio 2009    | 11 gennaio 2011  |
| 2  | The F Word         | Problemi... grossi     | 19 luglio 2009    | 18 gennaio 2011  |
| 3  | Do Over            | Il vecchio caso        | 26 luglio 2009    | 25 gennaio 2011  |
| 4  | The Chinese Wall   | La muraglia cinese     | 2 agosto 2009     | 1º febbraio 2011 |
| 5  | Lost and Found     | Il compleanno di Jane  | 9 agosto 2009     | 1º febbraio 2011 |
| 6  | Second Chances     | Doppia identità        | 16 agosto 2009    | 8 febbraio 2011  |
| 7  | The Magic Bullet   | Una dieta pericolosa   | 23 agosto 2009    | 8 febbraio 2011  |
| 8  | Crazy              | La rimpatriata         | 30 agosto 2009    | 15 febbraio 2011 |
| 9  | The Dress          | Taglie forti           | 13 settembre 2009 | 15 febbraio 2011 |
| 10 | Make Me a Match    | Il servizio d'incontri | 20 settembre 2009 | 22 febbraio 2011 |
| 11 | What If            | E se...                | 27 settembre 2009 | 22 febbraio 2011 |
| 12 | Dead Model Walking | Modelle assassine      | 4 ottobre 2009    | 1º marzo 2011    |
| 13 | Grayson's Anatomy  | La scelta giusta       | 11 ottobre 2009   | 1º marzo 2011    |

## Una seconda vita
- Titolo originale: Pilot

### Trama
Deb Dobkins è un'aspirante modella di ventiquattro anni, felicemente fidanzata col ragazzo dei suoi sogni, Grayson, entusiasta per un importante provino che dovrà sostenere in mattinata. Jane Bingum è un'avvocatessa XXL di trentadue anni, aspirante socia dello studio legale Harrison & Parker, tutta immersa nel suo lavoro. Le vite di queste due donne apparentemente opposte tra loro si incroceranno quando entrambe si "scontreranno" con la morte. Deb ha un terribile incidente stradale, mentre Jane muore proteggendo col suo stesso corpo il proprio capo da una pallottola. In Paradiso, Deb, viene affidata al suo angelo custode, Fred, che ha il compito di analizzare la sua vita e spedirla nel luogo adatto a lei. Eppure la vita della modella risulta inspiegabilmente nulla; non è mai stata cattiva, ma neanche buona, tanto che Fred si ritrova in netta difficoltà. Non accettando il suo destino, Deb preme contro la volontà dell'angelo, il tasto di ritorno e la sua anima viene riposizionata nel corpo di Jane, morta nello stesso momento. Il risveglio dell'ex modella è traumatico, soprattutto per il suo nuovo aspetto fisico. Immediatamente viene raggiunta da Fred, che le spiega di esser stato retrocesso per via della sua sbadataggine e che la seguirà per assicurarsi che da lì in avanti, Deb viva la sua vita come Jane, staccandosi completamente dal suo passato. La ragazza, non potendo avvertire Grayson, si rivolge alla migliore amica e modella Stacey e, incurante delle parole dell'angelo, le rivela ogni cosa, trasferendosi da lei. Progressivamente Deb scopre la vita di Jane: il suo lavoro, i suoi rapporti quasi inesistenti con i colleghi e la sua assistente e grande amica, Tery. Il cuore le balza in gola quando scopre di avere in programma un colloquio di lavoro per un'assunzione, proprio con Grayson, giovane avvocato. Da lì si prospetterà la sua nuova sfida: trascorrere intere giornate con l'amore della sua vita, senza potergli rivelare la sua vera identità, continuando ad aiutare la gente come avvocato, unendo al notevole quoziente intellettivo di Jane, gli interessi completamente opposti della vecchia Deb.

## Problemi... grossi
- Titolo originale: The F word

### Trama
Jane sta ancora cercando di abituarsi alla sua nuova vita e soprattutto al suo nuovo guardaroba, senza troppo successo. Infatti l'amica Stacey, nel sincero intento di aiutarla, finisce per ottenere l'effetto opposto, proponendosi di rimetterla in forma con diete ed esercizio fisico. Nel frattempo allo studio legale, viene affidato a Jane un caso riguardante una cameriera licenziata dal bar alla moda in cui lavorava, a causa del suo repentino aumento di peso. Dopo uno sfogo col suo capo Jay Parker, in quanto teme di aver ricevuto il caso solo a causa del proprio aspetto fisico, Jane decide di aiutare la donna. Così inizia a lavorare con l'aiuto della sua assistente, mentre viene distratta sempre più dalla nascente simpatia tra Grayson e un'altra avvocatessa, Kim Kasswell. Inoltre, Stacey, le propone numerosi esercizi fisici, provocando una reazione spiacevole in Jane che afferma di non aver intenzione di torturarsi a quel modo. Non riuscendo ad accettare il proprio aspetto, Jane fa fatica a comprendere a pieno i bisogni della sua cliente, la quale si arrabbia con lei non appena prova a vincere il caso considerandola come disabile. Progressivamente, però, si accorge di quanto questo caso la tocchi personalmente, soprattutto perché è conscia di come Deb avrebbe disprezzato donne con qualche kg di troppo. Nel suo discorso finale alla giuria, Jane riesce a dimostrare quanto il peso stia diventando sempre più un elemento discriminatorio e che sia riconosciuto come tale in diversi stati degli USA. Preoccupata dall'effetto sortito nella giuria, la controparte decide di scendere a patti e Jane ottiene degli accordi vantaggiosi per lo studio legale, tanto che i suoi colleghi le organizzano una festicciola. Alla fine Jane riesce a chiarire con Stacey, che le chiede scusa per aver insistito.

## Il vecchio caso
- Titolo originale: Do over

### Trama
Ancora abituata alla vecchia vita con la sua migliore amica Deb, Stacey propone a Jane di saltare il lavoro per regalarsi una breve vacanza a Palm Springs. Quando l'avvocatessa si reca allo studio legale per ritirare lo stipendio, però, viene bloccata dal suo capo che l'avverte della riapertura di un suo vecchio caso che dovrà risolvere immediatamente. Così Jane è costretta a rinunciare alla fuga con l'amica e con l'aiuto di Tery rivisita i documenti del caso. Una vedova è in causa con la compagnia di trasporti per cui lavorava il marito quando, distrutto dagli orari estenuanti, si è addormentato alla guida perdendo la vita. Jane si troverà ad affrontare non soltanto la controparte, ma anche il lato emotivo di Deb che la spinge a fare scenate in tribunale. Nel frattempo, Grayson lavora insieme a Kim al caso di una donna che rivendica suo marito dopo che a causa di alcune sedute psicologiche, ha completamente cambiato la sua personalità. Nonostante il lavoro la sommerga, Jane si accorge che Fred ha avuto un vero colpo di fulmine dopo aver visto Stacey per la prima volta, perciò fa di tutto affinché desista, convincendolo anche con parole poco carine. Grazie all'aiuto dell'amica aspirante attrice e modella, Jane riesce a risolvere il caso, mentre il rapporto tra Grayson e Kim sembra non essere più solo professionale.

## La muraglia cinese
- Titolo originale: The Chinese Wall

### Trama
Folle d'amore, Fred rivela a Jane di aver studiato un piano per conquistare Stacey, servendosi delle scene più romantiche offerte dal cinema, nonostante i seri dubbi dell'avvocato. Nel frattempo Jane si ritrova a dover collaborare con Kim in un caso riguardante David Beckham, che si rivela essere il clone di un cane pluripremiato ai concorsi a cui ha partecipato. Ciò che il suo padrone lamenta è che nonostante le promesse della struttura che ha compiuto la clonazione, il cane è identico soltanto nell'aspetto a quello precedente, senza eguagliarlo in obbedienza ed abilità. Proprio mentre sta discutendo di questo caso, il mondo crolla addosso a Jane: la madre di Deb, Bobby, cerca Grayson per parlare del suo divorzio. Senza che Fred riesca a dissuaderla dall'intervenire in ciò che per lei dovrebbe rappresentare soltanto il passato, Jane si offre come avvocato di Bobby, scontrandosi con Grayson che rappresenta il marito; tutto ciò grazie al sistema della muraglia cinese che permette ad avvocati dello stesso studio di rappresentare parti avverse dello stesso caso. Tuttavia Jane non riesce ad affrontare la situazione obiettivamente, arrabbiandosi con Grayson per non averlo detto a Deb e tentando di convincere Bobby a salvare il matrimonio. Questo finché non scopre che la madre di Deb ha un amante ed è pronta ad andare avanti. In completa crisi, Jane decide di abbandonare il caso, convenendo con Fred sul fatto che non avrebbe dovuto immischiarsi dall'inizio. Nonostante l'esito del loro rapporto, Bobby rimane piacevolmente colpita dall'animo di Jane, dando inizio ad una bella amicizia.

## Il compleanno di Jane
- Titolo originale: Lost and found

### Trama
Fin dall'inizio della giornata, Jane ha in testa la canzone preferita di Deb e Grayson; questo perché per la prima volta dovrà lavorare a un caso col giovane avvocato. Pimpante si reca al lavoro dove scopre di esser stata sostituita con Kim e di aver quindi un altro caso di cui occuparsi. In particolare dovrà sistemare i documenti di un uomo rilasciato dopo dieci anni di galera poiché risultato innocente. Sbigottita di fronte al risarcimento ridicolo offerto, Jane sollecita l'uomo a chiedere di più, ma rifiutando l'offerta, finisce per perdere ogni forma di risarcimento. L'ingiustizia è palese, ma Jane è spinta soprattutto dalla somiglianza tra il destino dell'uomo e il suo, in quanto scopre di compiere trentadue anni, quando Deb ne aveva soltanto ventiquattro. Nonostante Parker insista affinché lasci questo caso senza speranza, lei non riesce ad accettare una tale ingiustizia, così prosegue. Intanto Grayson e Kim si ritrovano a difendere il titolare di un sito per incontri che a detta di una donna è stata la causa della fine del proprio matrimonio. Mentre per l'avvocatessa sembra non esserci alcun problema nel prendere le parti del cliente, per Grayson è molto difficile, in quanto sostenitore del matrimonio e della fedeltà coniugale. Grazie ai consigli di Jane, Grayson riesce a sostenere un convincente discorso alla giuria, che lo porterà alla vittoria del caso. Nel frattempo Stacey ha organizzato una festa di compleanno per Jane a casa sua, dove l'avvocatessa scopre di avere una voce soave cantando la canzone di Deb e Grayson davanti agli occhi incantati dell'uomo.

## Doppia identità
- Titolo originale: Second chances

### Trama
Ancora annebbiata dalla sbronza della sera prima, Jane si reca al lavoro, dove Grayson le consegna una scatola piena di oggetti appartenenti a Deb affinché lei li dia a Stacey nel caso voglia tenere qualcosa. Mentre controlla l contenuto, però, Jane trova un braccialetto che non le apparteneva, così inizia a temere che Grayson avesse dei segreti. Intanto Jane deve occuparsi di un intricato caso, in cui una donna fugge dal suo passato, costruendosi una nuova identità di cui perfino la famiglia che ha creato è ignara. Infatti sarà proprio l'ostilità del marito che non intende perdonarla, a ostacolare la vittoria del caso. Nel frattempo Grayson è impantanato tra le richieste di una star ormai al tramonto che intende accusare un sito che riporta il nome degli attori morti, per aver indebitamente inserito il suo nella lista. Alla fine, Jane affiancata da Kim riuscirà a convincere il marito della sua cliente a collaborare, mentre Grayson capisce di essere molto più vicino all'insistente star di quanto credesse. Intanto il corteggiamento di Fred prosegue portando finalmente i suoi frutti, tanto che Stacey, dopo aver confessato a Jane di esserne colpita, bacia il ragazzo ed esce a cena con lui. Subito dopo Grayson si presenta a casa di Jane a chiedere la restituzione del braccialetto che apparteneva a sua sorella, dopodiché si ferma a cena con Jane.